# Castillo de Claestorp

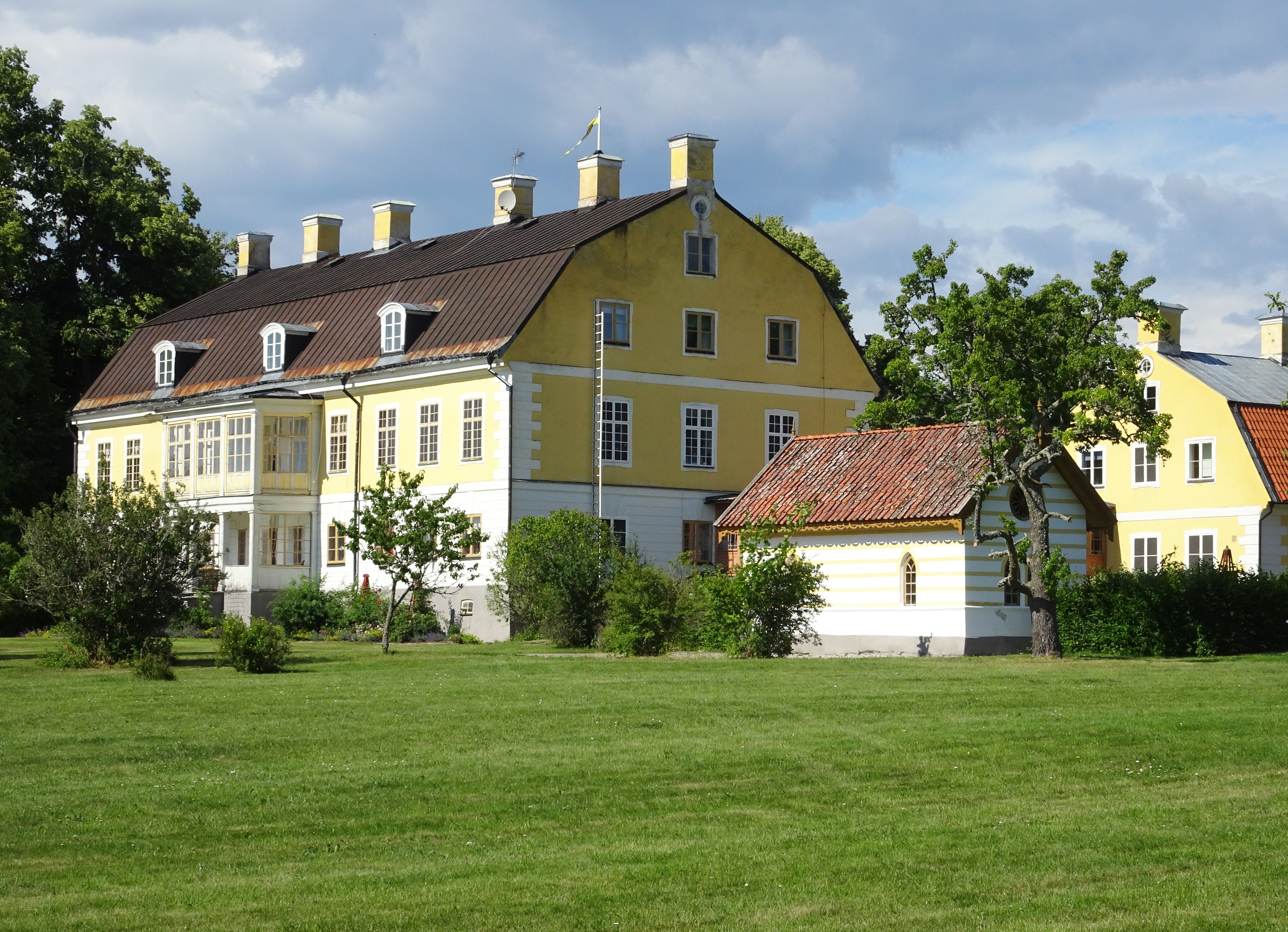

Claestorp es una finca y una mansión en el municipio de Katrineholm en Södermanland, Suecia.

## Historia
La propiedad de Claestorp tiene una historia que se remonta hasta 1434. Desde 1776, miembros de la familia Lewenhaupt tienen posesión de la finca. La mansión fue construida en 1754 según los dibujos de Carl Johan Cronstedt  (1709-1779). La mansión fue construida por el conde Klas Stromberg (1698-1782), quien estaba al servicio de la Corte Real Sueca. Fue nombrado chambelán en 1719 y mariscal de la corte en 1747, y ascendido a consejero en 1751.